# 中林湘雲
中林 湘雲（なかばやし しょううん、文政元年（1818年） - 明治23年（1890年））は幕末、明治初期の南画家。旧姓は三浦、僧号は貞随、貞順、名は積、別号は沖岳。中林竹洞、平野五岳門下。横須賀市光龍寺第12世。

## 生涯
文政元年（1818年）相模国三浦郡浦郷村字日向（神奈川県横須賀市浦郷町）光龍寺住職三浦家の長男として生まれ、幼年期江戸で谷文晁に学んだ。天保9年（1838年）前までに京都に出て中林竹洞に師事し、京都町奉行浅野長祚に仕えた。嘉永6年（1853年）竹洞が死去すると三女中林清淑を娶り、中林姓を私称した。
安政5年（1858年）浅野長祚が小普請奉行に左遷されると江戸に移り、夫婦で全国を漫遊し、豊後国日田で同宗派住職平野五岳に師事し、名を積、号を沖岳とした。
元治元年（1864年）父の死により帰郷し、誓約通り正龍寺を継いだが、慶応3年（1867年）中林竹渓が死去すると正式に中林家を継ぎ、明治元年（1868年）寺を15歳の長男貞玄に継がせた。戊辰戦争では日田咸宜園出身大村益次郎の下で軍務官に勤め、維新後兵部省門番頭を務めた。
1882年（明治15年）本所区亀沢町一丁目の中林家の家督を長女に、1887年（明治20年）正龍寺を近隣同宗派の住職の弟に譲り、1890年（明治23年）死去した。

## 作品

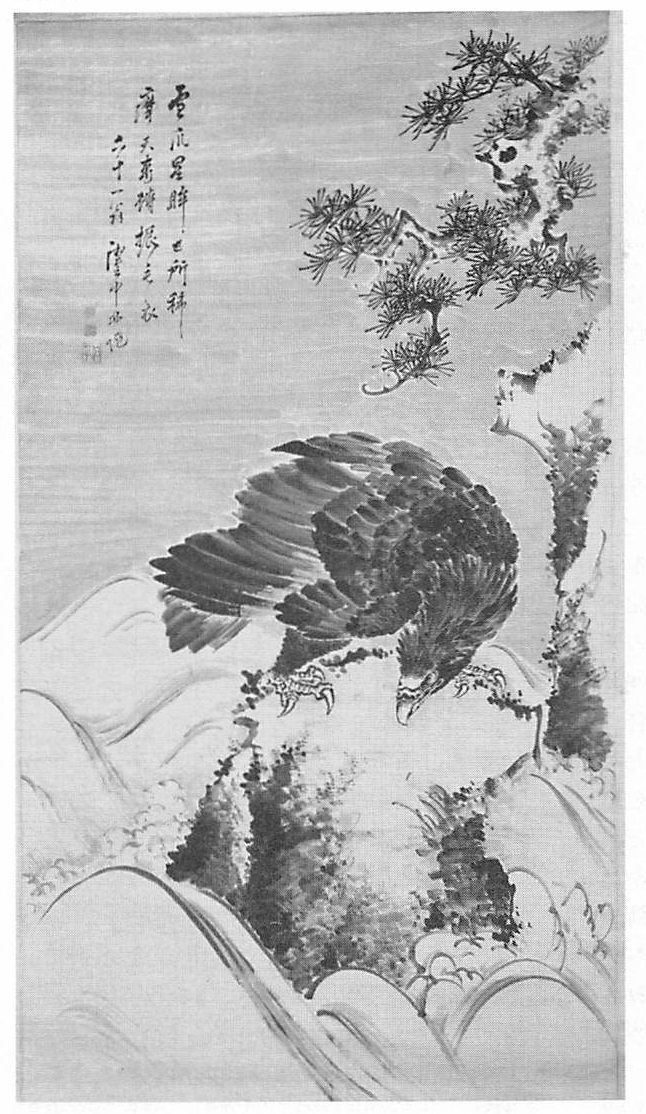
『海鷲図』「雪爪星眸世所稀／摩天専待振毛衣／六十一翁湘雲中林随」

- 『四季耕作図屏風』 - 慶応3年（1867年）筆。横須賀市平田家所蔵[7]。
- 『海鷲図』 - 明治11年（1878年）筆。キヨッソーネ東洋美術館所蔵[6][8]。
- 『植松孚丘像』 - 駿河国原宿帯笑園主人植松蘭渓像[9]。

## 親族

### 三浦家
- 祖：三浦義澄[1]
- 第9世：西義[1]
- 第10世：了義[1]
- 第11世：心樹院義澄（義證、天明4年（1784年） - 元治元年（1864年））[1]
- 第12世：義随（貞随、貞順[9]、湘雲）[1]
- 第13世：貞玄（安政元年（1854年）生） - 湘雲と中林清淑結婚直後の長男か[1]。
- 第14世：㤗敬院貞義（1886年（明治19年）没）[1]
- ワカ（1874年（明治7年）生） - 湘雲又は貞義の娘。1892年（明治25年）中里村（横須賀市上町）の旧家に嫁いだ[1]。

### 中林家
- 義父：中林竹洞
- 妻：中林清淑（天保2年（1831年） - 1912年（明治45年））
- 長女（安政4年（1857年） - 1908年（明治41年））[2]

清淑は生前弟新林喜久之助孫娘を養孫としたが、死後その養孫は他家に嫁ぎ、その養孫の妹が中林家を継いだ。